# Association Psychanalytique de France
A Association Psychanalytique de France (APF) é uma das grandes escolas de pensamento da psicanálise na França.

## Cronologia
- 1928 :   criação da "Société Psychanalytique de Paris" (S.P.P.)
- 1940 :  desaparecimento  da S.P.P. durante  a ocupação da França pela  Alemanha
- 1944 : a S.P.P.começa a ressurgir pouco a pouco,  após a liberação de Paris,
- 1953 : criação, na S.P.P.,  do "Instituto de formação " para  futuros analistas
- 1953 : crise no âmago da  S.P.P.
- 1953 : constituição da "Société française de psychanalyse" (S.F.P.)
- 1959 : demande de filiação  da S.F.P. à  I.P.A. (International Psycho-Analytical Association)( " Associação  Psicanalítica  Internacional ")
- 1961 : a S.F.P. submete-se à tutela da I.P.A.
- 1963 :  A I.P.A. recusa o pedido de filiação  feito pela  S.F.P.
- 1964 : nascimento  da “Association Psychanalytique de  France (A.P.F.), reconhecida  pela  I.P.A.
- 1964 : Lacan funda a  "Ecole  Freudienne de Paris", não reconhecida pela I.P.A.

## História
A Association Psychanalytique de  France’’’ (APF) foi criada em   26 de maio de  1964. Ela nasceu de dissensões entre os membros da " Société française de psychanalyse", (S.F.P.),divididos em duas correntes:
- Uma delas, que se tornou  majoritária na  S.F.P. em novembro de  1963, era  animada por  Daniel Lagache, Juliette et Georges Favez, Wladimir Granoff, Didier Anzieu, René Pujol  e cinco  autores de uma moção  datada de julho de 1963 :(Jean-Louis Lang, Jean Laplanche, Jean-Bertrand Pontalis, Victor Smirnoff et Daniel Widlöcher). Este grupo  foi reconhecido pela International Psychoanalytical Association (IPA), em  janeiro de 1965;
- A segunda corrente mencionada  reunia os adeptos   de Jacques Lacan. O resultado foi que,  dez anos se passaram entre o momento da discórdia  de 1953(…),  o desmantelamento  da " Société française de psychanalyse " em 1963,   e a criação por Lacan  e seus discípulos da  "Ecole  Freudienne de Paris"[1].

A APF  poude ser considerada como  sustentando uma posição  « centrista » entre as opções da SPP e as práticas   heterodoxas de Jacques Lacan (sessões  encurtadas, primaudade da linguagem, etc.).
A APF é reconhecida como membro da International Psychoanalytical Association  (IPA).

## Causas  dos  desacordos
A "Société Psychanalytique de Paris"  (S.P.P.) foi a única sociedade de psicanálise da França entre   1928, data de sua fundação, e 1953, quando foi substituída pela   "Société française de psychanalyse" (S.F.P.). Entre esses  dois períodos,  a S.P.P. só deixou de  existir durante a época   em que a França foi ocupada pela Alemanha. Este  desaparecimento , segundo o psicanalista  Victor Smirnoff,  ocorreu  em  maio de  1940: a sede  da (S.F.P.), situada no  Boulevard Saint-Germain, foi fechada (…) No país  ocupado e dirigido por um marechal,  não havia lugar para a psicanálise. Os psicanalistas dispersaram-se. Alguns deles permaneceram em  Paris onde se reuniam de maneira quase clandestina. Outros   emigraram para os Estados Unidos, os ‘’Suíços’’ voltaram para o seu país  (…) Quando, em 1945, um núcleo  da  S.P.P. tentou se  reorganizar, o número de analistas estava muito reduzido(…) .
Em 1945 e 1946, ao término da guerra, a psicanálise francesa começou  a retomar suas atividades teóricas, interrompidas de maneira brutal durante a ocupação alemã. Com efeito,"uma  informação publicada na Revue  Française de Psychanalyse,  revela que os membros da Sociedade  que se encontravam  em Paris, começaram pouco pouco a se reunir. (…) No fim de 1946, continua  Jacques-Alain Miller,  a Sociedade ampliou-se o bastante  para retomar suas reuniões mensais,   como ocorria  antes da guerra".
Em sua  Histoire de la Psychanalyse en France, Élisabeth Roudinesco descreveu a situação da psicanálise francesa na década de 1950 e as posições respectivas dos mestres que se opunham na SPP: Sacha Nacht, Daniel Lagache e Jacques Lacan.« Nacht era favorável à assimilação  do ensino freudiano aos ideais da medicina, preconizava  a criação   de um Instituto hierárquico com  um  rígido programa  de formação(...)  Ele sustentava os  candidatos médicos  e apoiava as pesquisas  psicossomáticas, mas não queria que os grandes patrões da psiquiatria se ocupassem do movimento. Quanto a Lagache, ele  era  o promotor de uma  integração democrática  da psicanálise à psicologia. Num tal sistema,  que visa a  implantação do  freudismo pela via universitária,  o saber psicológico  ocupa o mesmo lugar que o ideal médico no sistema de Nacht »..
Em todo o caso,  o programa de ensino  do Instituto foi muito criticado por Lagache e Lacan. Victor Smirnoff escreveu a propósito "que as modalidades do ensino pareciam aumentar a divisão da análise.O protesto  dos alunos contra este  estatuto  e a escolarização teria sido, como se pretendeu, organizado por Lacan?" .
Apesar das críticas de Lagache e Lacan, a criação, em 1953,  da "Société française de psychanalyse" (S.F.P.) seguiu a linha defendida por Natch e seus adeptos. Durante alguns anos, os grupos de Lacan e Lagache ora sustentavam, ora se opunham à  (S.F.P.). Tudo desmantelou-se em 1959 a partir do momento em que  a S.F.P. pediu seu reconhecimento oficial à   I.P.A.  e, por via de consequência , sua afiliação.  Esta   foi registrada em 1959. Assim, desde 1961, escreveu  Jacques -Alain Miller, “ a I.P.A. enunciou suas exigências sobre o pedido: exercer sua tutela sobre a  (S.F.P.) e impedir a participação na mesma de  Françoise Dolto e Jacques Lacan. Em 1963,durante o congresso de Estocolmo, um ultimato de três meses foi dado à S.F.P para riscar Lacan da lista dos analistas didatas  (...) A comissão da responsável  pelo "colégio dos didatas" na  S.F.P. cedeu às exigências da I.P.A.  e a  assembleia geral da Sociedade aprovou a decisão, criando a nova  sigla (A.P.F.), que foi reconhecida pela l’I.P.A.” .

## Atividades científicas
As atividades científicas  da APF eram muitas : grupos de pesquisa, colóquios e  reuniões, jornadas abertas, conferências científicas da Terça-feira, debates científicos do Sábado e os ‘’Encontros de Vaucresson’’. Estes  ocorriam duas vezes por ano,  em Junho e Dezembro.  Nos sábados, as conferências   da manhã e da tarde eram seguidas de debates com os participantes; nos domingos de manhã, uma nova conferência era seguida de discussões. As vezes, as jornadas  eram dedicadas a um tema bem preciso, como por exemplo : "O que significa  processo psicanalítico ?" . Ou então  "Histoire et destin dans la Psychanalyse".

### Publicações
Várias revistas de psicanálise foram criadas e dirigidas por analistas da APF . 
- Bulletin intérieur de l’A.P.F. ( 1964 -1969) : 5 n¬úmeros editados pela APF
- Documents & Débats,  (1970 – 2003) : 61 n¬úmeros editados pela APF
- Nouvelle Revue de Psychanalyse (1970-1994), criada  por  Jean-Bertrand Pontalis, editor Galllimard
- Psychanalyse à l’université (1976-1994), criada por Jean Laplanche,  editor Réplique
- L’Écrit du temps e tembém  L’Inactuel, revistas criadas por  Marie Moscovici
- Revue Internationale de psychopathologie ( 1990-1996) dirigida por Pierre Fédida e Daniel Widlöcher
- Le fait de l’analyse e também  Penser/rêver criadas por  Michel Gribinski
- Les libres cahiers pour la psychanalyse, diretores de redação : Catherine Chabert e Jean-Claude Rolland.

## Conselho de administração
- Presidente: Dr. Patrick Mérot
- Vice-Presidentes :Senhoras  Évelyne Sechaud  e  Brigitte Eoche-Duval
- Secretário Geral: Senhora  Dominique Suchet
- Secretário científico Dr. Claude Brazer
- Tesoureiro: Senhora Jocelyne Malosto
- Secretariado: Sylvia Mamane

Antigos membros
- Daniel Lagache
- Didier Anzieu
- Elza Ribeiro Hawelka
- Georges Favez
- Guy Rosolato
- Jean-Claude Arfouilloux
- Jean Laplanche
- Jean-Louis Lang
- Juliette Favez-Boutonnier
- Marianne Lagache
- Pierre Fedida
- Pierre Geissmann
- Victor Smirnoff
- Wladimir Granoff

Outros membros
- Daniel Widlöcher
- Jean-Bertrand Pontalis
- Robert Pujol
- Annie Anzieu
- François Gantheret
- Guy Darcourt
- Jean-Claude Lavie
- Aline Petitier
- Laurence Kahn
- Dominique Clerc
- Michel Gribinski
- André Beetschen
- Patrick Mérot

### Atividades
A APF tem como objetivos a formação de psicanalistas e pesquisas sobre a psicanálise.